# Basketbalový klub Děčín
Il B.K. Děčín è una società cestistica, avente sede a Děčín, nella Repubblica Ceca. Fondata nel 1945, gioca nel campionato ceco.

## Palmarès
- Coppa della Repubblica Ceca: 1

2023